# Ben Dearg Beach
Ben Dearg Beach ist ein Sandstrand im Süden des australischen Bundesstaats Western Australia. Er liegt bei Nanarup im Gull-Rock-Nationalpark.
Der Strand ist 720 Meter lang und bis zu 50 Meter breit. Er öffnet sich in Richtung Osten. In der Mitte liegen zwei Felsplattformen, die einen 50 Meter langen Teil des Strandes umschließen.
Ben Dearg Beach wird nicht von Rettungsschwimmern bewacht.